# Myrcia stenocymbia
Myrcia stenocymbia är en myrtenväxtart som beskrevs av Friedrich Ludwig Diels. Myrcia stenocymbia ingår i släktet Myrcia och familjen myrtenväxter.
Artens utbredningsområde är Peru. Inga underarter finns listade i Catalogue of Life.